# Edi Orioli
Edi Orioli (* 5. Dezember 1962 in Udine) ist ein italienischer Auto- und Motorradrennfahrer, der sich auf Rallyes spezialisiert hat und in seiner Karriere vier Mal die Rallye Dakar mit dem Motorrad gewann (1988, 1990, 1994 und 1996).

## Karriere
Er begann 1978 mit Enduro-Rennen. Er nahm an mehreren Rennen im Friaul teil und belegte stets die vorderen Plätze; anschließend gewann er nationale Titel (den ersten, die FMI Cadet Trophy Klasse 50, im Jahr 1979) und Weltmeistertitel. 
Seit 1985 widmete er sich dauerhaft den Rallyes, darunter 13 Teilnahmen an der Rallye-Dakar. Er erzielte den ersten Sieg eines italienischen Motorradfahrers 1988 auf Honda, gewann 1990 und 1994 auf Cagiva sowie 1996 auf Yamaha in der Motorradklasse. 1988 war auch das erste Mal, dass Honda von einem italienischen Team vertreten wurde. 
daneben gewann Orioli 1982 und 1993 die Motorrad-Wertung der Pharaonen-Rallye in Ägypten. 
Im Jahr 2000 beschloss er, die Motorradrennen aufzugeben und dauerhaft auf Automobile umzusteigen. Orioli war schon vorher bei seltenen Gelegenheiten mit Autos angetreten, zum Beispiel gewann er 1993 die italienische Baja auf einem Mercedes TE Raid. Er hat seitdem zahlreiche nationale Rallyes und Langstreckenrennen in der Touring-Kategorie bestritten und fünfmal an den 24 Stunden am Nürburgring und den 24 Stunden von Spa-Francorchamps teilgenommen. Er nahm 2005 und 2007 mit einem Isuzu an der Rallye Dakar teil.